# Anpartsselskab
Anpartsselskab (дан. anpartsselskab, скорочено ApS) — одна із організаційно-правових форм, в якій можливі створення та діяльність юридичних осіб за законодавством Данії. Є аналогом товариства з обмеженою відповідальністю за законодавством України та за законодавствами інших країн.
Згідно з авторами законопроекту «Про податковий суверенітет України та офшорні компанії» 2016 року, холдингові компанії, створені у формі ApS, звільнялися від обов'язку утримання податку з дивідендів, розподілених або нарахованих на користь нерезидентів, та з інших пасивних доходів, які виплачуються на користь контрольованої іноземної компанії (англ. Controlled Foreign Company або скорочено CFC), у тому числі податкових резидентів України.